# فهرست قتل‌عام بومیان استرالیا

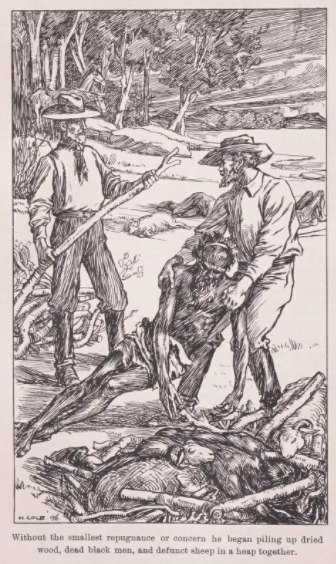
تصویری از هربرت کول از دو استعمارگر انگلیسی-استرالیایی که در حال آماده شدن برای سوزاندن اجساد قتل‌عام بومیان استرالیا هستند.

فهرست قتل‌عام بومیان استرالیا (انگلیسی: List of massacres of Indigenous Australians) درگیری‌های متعددی با مردم بومی (در قاره «استرالیا») در طول و پس از موج مهاجرت دسته‌جمعی اروپایی‌ها به این قاره رخ داد که از اواخر قرن ۱۸ شروع شد و تا اوایل قرن بیستم ادامه داشت. این درگیری‌ها منجر به تعداد قابل توجهی از مرگ و میر بومیان شد - و به عنوان یک عامل کمک کننده در کاهش جمعیت بومیان استرالیا در طول یک روند مداوم مهاجرت انبوه و پاکسازی زمین برای اهداف کشاورزی در نظر گرفته می‌شود.
بیش از ۳۰۰ سایت شناخته شده شامل درگیری با مردم بومی در این قاره وجود دارد. بیش از نه مورد از مسمومیت‌های دسته جمعی بومیان استرالیا وجود دارد.
پروژه ای به سرپرستی لیندل رایان مورخ از دانشگاه نیوکاسل (استرالیا) و با بودجه شورای تحقیقات استرالیا، در حال تحقیق و نقشه‌برداری از مکان‌های این درگیری‌ها بوده‌است. همکاران قابل توجه در این پروژه عبارتند از: جاناتان ریچاردز از دانشگاه کوئینزلند، جنیفر دبنهام، کریس اوون، رابین اسمیت و بیل پاسکو. تعریف بحث‌برانگیز قتل‌عام به عنوان کشتن شش نفر یا بیشتر مورد استفاده قرار گرفته‌است، و یک نقشه تعاملی ایجاد شده‌است. تا ۱۶ نوامبر ۲۰۲۱، تخمین زده می‌شود که ۳۰۴ درگیری بین فرهنگی در دوره بین ۱۷۸۸ و ۱۹۳۰ رخ داده‌است، که برخی از آنها به عنوان قتل‌عام احتمالی در نظر گرفته شده‌است.
فهرست فهرست قتل‌عام بومیان استرالیا برخی از درگیری‌های بین مردم بومی و جزیره‌نشین تنگه تورس و مهاجران مستعمره‌ای (یا فرزندان آنها) را نشان می‌دهد که بیشتر آنها در دوره مهاجرت انبوه رخ داده‌است.